# Austin Blair
Austin Blair, född 8 februari 1818 i Caroline, New York, död 6 augusti 1894 i Jackson, Michigan, var en amerikansk politiker. 
Han var Michigans guvernör 1861–1865. Han representerade Michigans tredje distrikt i USA:s representanthus 1867–1873.

## Biografi
Blair utexaminerades 1839 från Union College i Schenectady och studerade sedan juridik. Sin karriär som advokat inledde han 1841 i Tioga County och flyttade redan senare samma år till Michigan.
Blair gick först med i Whigpartiet och valdes 1846 till Michigans representanthus. Han bytte sedan parti till Free Soil Party och var till sist 1854 med om att grunda Republikanska partiet. Som medborgarrättskämpe förespråkade han rösträtt åt kvinnor och svarta samt var emot dödsstraff. 1855-1856 tjänstgjorde Blair i Michigans senat.
Han tog kraftigt ställning emot slaveriet och accepterade inte sydstaternas utträde ur USA.
Blair stödde Abraham Lincoln i presidentvalet i USA 1860 och efterträdde Moses Wisner som Michigans guvernör 2 januari 1861. Blairs fyra år i ämbetet präglades av amerikanska inbördeskriget och han spenderade största delen av sin privata förmögenhet på krigsutgifter. Han efterträddes 5 januari 1865 som guvernör av Henry H. Crapo.
Blair kandiderade först utan framgång till USA:s senat men blev 1866 invald i USA:s representanthus med omval 1868 och 1870. År 1872 ställde han upp utan framgång som Liberalrepublikanska partiets kandidat i guvernörsvalet. Blair avled 1894 och gravsattes på Mount Evergreen Cemetery i Jackson. 

## Eftermäle
En staty av Austin Blair finns utanför Michigan State Capitol i delstatens huvudstad Lansing.